# Бауманис, Карлис (скульптор)
Ка́рлис Ба́уманис (латыш. Kārlis Baumanis; 3 мая 1916, Рауна — 8 января 2011, Рига) — латвийский скульптор, художник-график и искусствовед.
Член Союза художников Латвийской ССР (с 1959), заслуженный деятель искусств Латвийской ССР (1976).

## Биография
Карлис Бауманис родился 3 мая 1916 года в селе Рауна на северо-востоке Латвии, в семье владельца пекарни Екаба Бауманиса.
В первой половине 1930-х годов семья переселилась в город Лимбажи.
Окончил Лимбажскую гимназию, отделение скульптуры Латвийской государственной академии художеств (студия Теодора Залькална, 1947). Был доцентом Латвийского государственного университета и Рижского политехнического института (1946—1976).
Был женат на художнице Бируте Баумане.

## Творчество

Мемориальный комплекс по эскизу Карлиса Бауманиса.
Лимбажи. Гранит. 1995 год

Карлис Бауманис принимал участие в выставках с 1944 года.
Создавал произведения во всех жанрах скульптуры:
- Скульптурные портреты: «Поэт К. Круза» (1957), «Архитектор А. Бирзниекс» (1958), «Профессор медицины К. Рудзитис» (1967), «Бетховен» (1969).
- Монументальная скульптура: памятник Райнису в селе Рубени Екабпилсского края (1969), воплощение в камне памятника Альфреду Калниньшу по эскизу Теодора Залькална (1979), мемориальный комплекс в Лимбажи (1995), памятник Гарлибу Меркелю в Ледурге (2005).
- Мемориальный ансамбль на месте захоронения видных партийных и советских деятелей в северной части кладбища Райниса. Соавторы — скульптор Айвар Гулбис, архитектор Ивар Страутманис (1971 год).
- Мемориальные памятники: архитектору Э. Шталбергу (1961), пианисту В. Зосту (1963), художнику Я. Лиепиньшу (1967), скульптору Т. Залькалнсу (1976).
- Декоративная скульптура: «Композиция» (1970), «Медитация» (1990), «Деформированный куб» (1991).
- В области медальерного искусства создал более ста двусторонних медалей.

Опубликовал около 40 статей по истории искусств. Автор монографии «Теодор Залькалнс» (1966).
| 100 лет со дня рождения Теодора Залькална (1976) Аверс |  | 100 лет со дня рождения Теодора Залькална (1976) Реверс |  | Теодор Залькалн во Флоренции 1907—1909 (1977) Реверс |  | Теодор Залькалн во Флоренции 1907—1909 (1977) Аверс |

| Язеп Гросвальд (1985) Аверс |  | Язеп Гросвальд (1985) Реверс |  | Райнис в Кастаньёле (1977) Реверс |  | Райнис в Кастаньёле (1977) Аверс |